# Фонтан «Рахіль»
Фонтан «Рахіль» (раніше «Гречанка») — фонтан (один з п'яти), придбаний і встановлений Петром Губоніним у парку комплексу готелів у Гурзуфі 1890 року.

## Опис
Один із головних елементів оформлення парку, розташований у південній, приморській частині парку санаторію «Гурзуфський». Пам'ятник мистецтва регіонального значення.
Являє собою класичну античну колону з каннелюрами без капітелі, увінчану жіночою фігурою зі глечиком над головою, з якого витікає струмінь води. Колона стоїть на цоколі, орієнтованому на всі боки світла. Щодо маскаронів, що прикрашають грані цоколя, існують різні трактування. За різними версіями це Тритони, лики вітрів, що дмуть: північного Борея, південного Нота, західного Зефіра і східного Евра (Євра). Грані нижньої частини постаменту оздоблені декоративними картками. Вся композиція фонтану відлита з металу.

## Історія

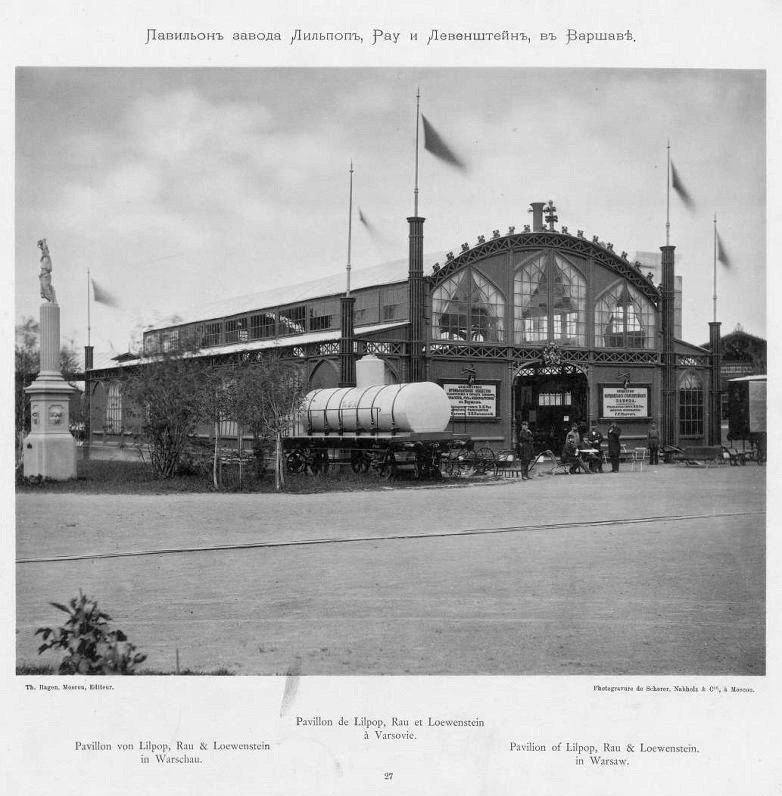
Павільйон заводу Лільпоп, Рау та Левенштейн на виставці 1882 р. Зліва скульптура «Грічанка»

Загальноприйнято вважати, що придбано фонтан на Всеросійській художньо-промисловій виставці, що проходила в 1882 році в Москві у великої польської фірми з виробництва металевих виробів Лільпоп, Рау та Левенштейн. Це продукт механічного заводу у Варшаві, який виробляв обладнання залізниць. Сама скульптура служила, скоріше, рекламною окрасою і стояла на газоні зліва від павільйону фірми . У виданій 1890 року книжці доктора медицини Володимира Олексійовича Щепетова «Гурзуф на Південному березі Криму та його лікувальні засоби» написано
…фонтан «Гречанка»… придбаний із Московської виставки…сажень чотирьох висоти. Він являє собою високу колону, вгорі прикрашену художньо виконаною жіночою фігурою, що нахилила глечик, з якого і струмує вода.
За іншою версією фонтан створений невідомим майстром наприкінці XIX століття на замовлення П. І. Губоніна
Фонтан «Рахіль» як пам'ятка історії та культури України згадується в академічному каталозі-довіднику 1987 року «Пам'ятники історії та культури Української РСР».
Постановою окупаційної Ради міністрів Республіки Крим № 627 від 20 грудня 2016 року фонтан «Рахіль» віднесено до об'єктів культурної спадщини регіонального значення.